# CTA-102
En astronomie, CTA 102 est un quasar situé dans la constellation de Pégase et découvert au début des années 1960 lors d'une étude d'observation menée au California Institute of Technology. Il a été étudié par plusieurs centres d'astronomie depuis sa découverte, tels : WMAP, EGRET, GALEX, VSOP et Parkes. Il est également observé par le Very Long Baseline Array depuis 1995.
Ont été également détectées, provenant de ce quasar, des émissions gamma et un jet gamma.
En 1963 Nikolai Kardashev a proposé que CTA 102 soit une source attestant de l'existence d'une civilisation extraterrestre de type II ou III, en conformité avec son hypothèse dite de l'échelle de Kardashev. En 1965 Gennady Sholomitskii montre que les émissions de cet objet sont variables ; l'annonce de cette découverte a un retentissement mondial. L'idée que cet objet puisse être une preuve d'une civilisation extraterrestre a été rejetée par l'identification de CTA 102 avec une forme de quasar.

## Séries télévisées
- L'hypothèse de Kardashev est abordée dans le 3e épisode de la 14e saison de la série télévisée Ancient Aliens avec le quasar CTA-102.